# Polyhymno abaiella
Polyhymno abaiella är en fjärilsart som beskrevs av Hans Georg Amsel 1974. Polyhymno abaiella ingår i släktet Polyhymno och familjen stävmalar. Inga underarter finns listade i Catalogue of Life.